# Milan Ferko
Milan Ferko (* 14. Dezember 1929 in Veľké Rovné, Bytča; † 26. November 2010) war ein Journalist und slowakischer Schriftsteller.

## Biografie
Nach dem Schulbesuch studierte er Rechtswissenschaft an der Comenius-Universität Bratislava und schloss dieses Studium 1953 ab. Bereits während des Studiums begann er eine Tätigkeit als Journalist und war zunächst Redakteur bei der Zeitung Smena. Nachdem er anschließend zwischen 1955 und 1956 Redakteur bei der Wochenzeitung Kultúrny život (Kulturelles Leben) war, gründete er 1956 das Monatszeitschrift Mladá tvorba (Junge Jahre), deren Herausgeber er bis 1960 war. Im Anschluss war er zwischen 1960 und 1969 Redakteur der Zeitung Slovenských pohľadov (Slowakische Aussicht).
Daneben begann er zu Beginn der 1950er Jahre seine schriftstellerische Laufbahn und gab noch als Student 1951 mit der Anthologie Zväzácka česť sein Debüt. Nach den Gedichtbänden Odkaz (1960), Svet na dlani (1961) und Rovnováha (1966) widmete er sich dem Schreiben von Kinder- und Jugendliteratur. Zu seinen wichtigsten Veröffentlichungen in diesem Bereich gehören die Bücher Tvoji bratia, Winnetou (1967), Pirátski králi a kráľovskí piráti (1968), Pirátske dobrodružstvá (1970) und  Bohatier v býčej koži (1980).
Besonderen Erfolg hatte er mit dem Jugendbuch-Zweiteiler Keby som mal pušku (Wenn ich ein Gewehr, 1969) und Keby som mal dievča (Wenn ich ein Mädchen, 1974), die 1972 sowie 1976 vom Regisseur Štefan Uher verfilmt wurden.
In den 1970er Jahren folgten Romane zu historischen Themen wie Krádež svätoštefanskej koruny, einer im 15. Jahrhundert spielenden Geschichte, die jeweils dreibändigen Svätopluk (1975) über den dritten Herrscher Großmährens Sventopluk und Jánošík (1978) über den Räuberführer und Nationalhelden Juraj Jánošík. Ein weiterer Roman mit einem historischen Bezug war Medzi ženou a Rímom (1980) über das Leben Mark Aurels.
Später schrieb er Romane über das soziale Leben in der Slowakeit wie Svadba bez nevesty (1980, Hochzeit ohne Braut), Svadba bez ženicha (1982, Hochzeit ohne Bräutigam) und Otváranie studničiek (1988).
Ferko, dessen Werke unter den Pseudonymen A. Binderov und František Milko auch in tschechischen, ungarischen, russischen, ukrainischen, serbischen, slowenischen, englischen und deutschen Übersetzungen erschienen, wurde mehrfach ausgezeichnet und erhielt unter anderem den Fraňa Kráľa-Preis (1960 und 1963).
Nach dem Zusammenbruch des Kommunismus durch die im November 1989 begonnene Samtene Revolution begann sich Ferko auch politisch zu engagieren und gehörte zu den Unterzeichnern der Erklärung der Souveränität der Slowakischen Republik 1991 und Sprache und Recht 1995. Zwischen 1994 und 1998 war er Leiter des Nationalinstituts für Kultur (Matica slovenská) und befasste sich als Abteilungsleiter im Kulturministerium mit der slowakischen Sprache und slowakischen Literatur. Damit gehörte er zu den engsten Mitarbeitern des damaligen Kulturministers Ivan Hudec.
Neben Milan Ferko waren auch sein älterer Bruder Vladimír Ferko sowie dessen Söhne Andrej Ferko und Jerguš Ferko schriftstellerisch tätig. Sein Sohn ist der Maler Ľubomír Ferko.